# 雷纳 (巴达霍斯省)
雷纳，是西班牙埃斯特雷马杜拉巴达霍斯省的一个市镇。总面积72平方公里，总人口219人（2001年），人口密度3人/平方公里。